# Overflow: Live
Overflow: Live, es un álbum en vivo de la banda de adoración contemporánea Planetshakers. Planetshakers Ministries International e Integrity Music lanzaron el álbum el 30 de septiembre de 2016. El álbum fue grabado en vivo en el estadio Rod Laver Arena, Melbourne, Australia. Trabajaron con Joth Hunt en la producción de este álbum.
El proyecto fue grabado en vivo en la conferencia anual de primavera Planetshakers en el estadio Rod Laver Arena de Melbourne, Australia, y cuenta con 15 canciones nuevas originales que fueron coescrita por la banda, y producido por el líder del culto y productor de Planetshakers, Joth Hunt. Algunas canciones conocidas del EP anterior que fue lanzado el 25 de marzo de 2016 entre ellas Come Right Now, Face To Face y también la canción I Know Who You Are.

## Recepción de la crítica
Carolyn Aldis de The Louder Than the Music le dio al álbum cinco de cinco estrellas diciendo: Este es un CD que se repetirá en mi casa, es una montaña rusa de un álbum, con canciones de baile que te llevan a la cima, lo empuja usted sobre el borde, con los brazos arriba, sonríe en su rostro mientras se apresura hacia adentro, los giros y vueltas del viaje traen una sonrisa de asombro a su rostro, la belleza de las canciones más lentas lo mantiene colgando en el aire, el alma en tu garganta, gozando de la cercanía de Dios, muy por encima del mundo. Joshua Andre, especificando en una reseña de cuatro estrellas y media para 365 Days of Inspiring Media, responde: "En general, es un álbum agradable que definitivamente continúa un poco más mi interés revigorizado por Planetshakers; este álbum ciertamente ha creado un impulso". Al premiar el álbum con cuatro estrellas en Worship Leader, Jeremy Armstrong escribe: "Overflow está lleno de canciones de proclamación y alabanza personal al Dios que es digno". Matt Conner, que le otorgó al álbum tres estrellas de la revista CCM, describe el álbum como "otro escenario en vivo enérgico y juvenil impregnado de un lenguaje experiencial ('No me importa cómo se vea, me estoy sumergiendo') que anhela más de la obra del Espíritu Santo". Dándole al álbum tres estrellas para Today's Christian Entertainment, afirma Kelly Meade, Planetshakers continúa la tendencia de la adoración moderna que ha estado a la vanguardia en los últimos años entregando música que dirige los corazones de los oyentes hacia nuestro Padre Celestial". En una reseña de dos estrellas en New Release Today, Kaitlyn Barbour describe: Cada generación parece estar representada en este versátil collage de himnos de alabanza de la venerable obra de arte de la banda australiana.

## Premios y reconocimientos
El video de la canción "Overflow" fue nominado para el premio Dove al video de formato largo del año 2016 en la 48a edición anual de los premios GMA Dove.
| N.º             | Título                                    | Duración |
| --------------- | ----------------------------------------- | -------- |
| 1               | Come Right Now                            | 3:48     |
| 2               | River                                     | 3:52     |
| 3               | Overflow                                  | 4:29     |
| 4               | I Know Who You Are                        | 8:24     |
| 5               | I Came For You                            | 7:25     |
| 6               | Sings My Soul                             | 7:46     |
| 7               | Heart Song                                | 2:55     |
| 8               | I'm Free                                  | 4:21     |
| 9               | Give My All                               | 3:51     |
| 10              | Precious To Me                            | 6:45     |
| 11              | Face To Face                              | 6:49     |
| 12              | Join With the Angels                      | 6:04     |
| 13              | My Fathers Child                          | 4:04     |
| 14              | Gotta Give Him Glory                      | 3:24     |
| 15              | Here Comes the Revival (feat. Planetboom) | 4:24     |
| Total Duración: | Total Duración:                           | 78:00    |

## Posición en listas
| Lista (2016)                       | Máxima posición |
| ---------------------------------- | --------------- |
| ARIA Top 50 Albums Chart           | 25              |
| Christian Albums (Billboard)       | 32              |
| Christian Albums Sales (Billboard) | 32              |